# Northrop M2-F3
Le Northrop M2-F3 était un concept américain d'avion lourd à corps portant conçu au centre de recherches en vol de la NASA (Flight Research Center, plus tard renommé Dryden Flight Research Center) à Edwards (Californie) (en), afin d'étudier et valider une technique permettant de ramener en sécurité un véhicule à faible finesse (lift-to-drag ratio) conçu pour effectuer une rentrée atmosphérique depuis l'espace.
Conçu par la NASA et utilisé de juin 1970 à décembre 1972, il était l'un des cinq concepts d'avions étudié pendant le programme, et l'ultime évolution du M2-F2, qui a été reconstruit et lourdement modifié après son violent crash de mai 1967. Comme pour le M2-F2, « M » signifiait « Manned » (avec un pilote à bord), et « F » signifiait « Flight » (appareil prévu pour le vol). Son concept initial fut étudié par les ingénieurs au Centre de recherche Langley de la NASA, à Hampton, en Virginie, bien que sa reconstruction ait été effectuée par la Northrop Corporation.

## Conception et développement
Le programme des « lifting bodies » de la NASA commença dès le début des années 1960 avec le prototype léger M2-F1 en contreplaqué, et se poursuivit avec son évolution « lourde » M2-F2, tout en aluminium. Ce dernier appareil subit un crash violent à l'atterrissage en mai 1967, qui le détruisit presque complètement et faillit tuer son pilote, Bruce Peterson,.
Après son crash de 1967, il ne restait quasiment rien d'intact sur le M2-F2. Sa dérive gauche avait été arrachée, son train d'atterrissage aussi, la verrière avait été écrasée, la totalité de son revêtement était cabossée et la structure interne avait été assez lourdement touchée,. Le M2-F2 avait toutefois permis de collecter de nombreux résultats, et il permit de se lancer dans la fabrication de nouveaux concepts. Ainsi, alors que tout espoir semblait perdu de le revoir un jour voler, il fut entièrement désossé et reconstruit par les équipes de Northrop, en collaboration avec les ingénieurs de l’Ames Research Center, après trois ans de travail laborieux, et reçut le nom de M2-F3.
Lors des vols du M2-F2, les pilotes et les ingénieurs avaient noté la grande instabilité latérale de l'appareil, et lors de sa reconstruction il fut équipé d'une dérive verticale supplémentaire entre les deux dérives latérales, et ces dernières furent un peu reculées. L'appareil fut également équipé d'un système de contrôle par réaction, orientant l'appareil sur son axe de roulis grâce à l'éjection de gaz par de petites tuyères, comme sur le X-15. Il fut également doté d'un système d'augmentation d'amplitude des commandes de vol et d'un mini-manche latéral, un dispositif qui est depuis très utilisé sur les avions modernes. Lors d'essais effectués en soufflerie, l'appareil s'avéra nettement plus stable que son prédécesseur, bien qu'étant toujours assez éprouvant à piloter. La présence de la troisième dérive verticale supprimait les risques d'apparition du phénomène oscillatoire désigné « oscillation induite par le pilote (en) », qui avait affecté le M2-F2 pendant ses premiers vols. Les différentes transformations subies pour donner naissance au M2-F3 coûtèrent la somme de 700 000 dollars.
Comme le M2-F2, le nouvel appareil était équipé d'un moteur-fusée à ergols liquides XLR11, de Reaction Motors, doté de quatre chambres de combustion et produisant une poussée de 36 kN.

## Histoire opérationnelle

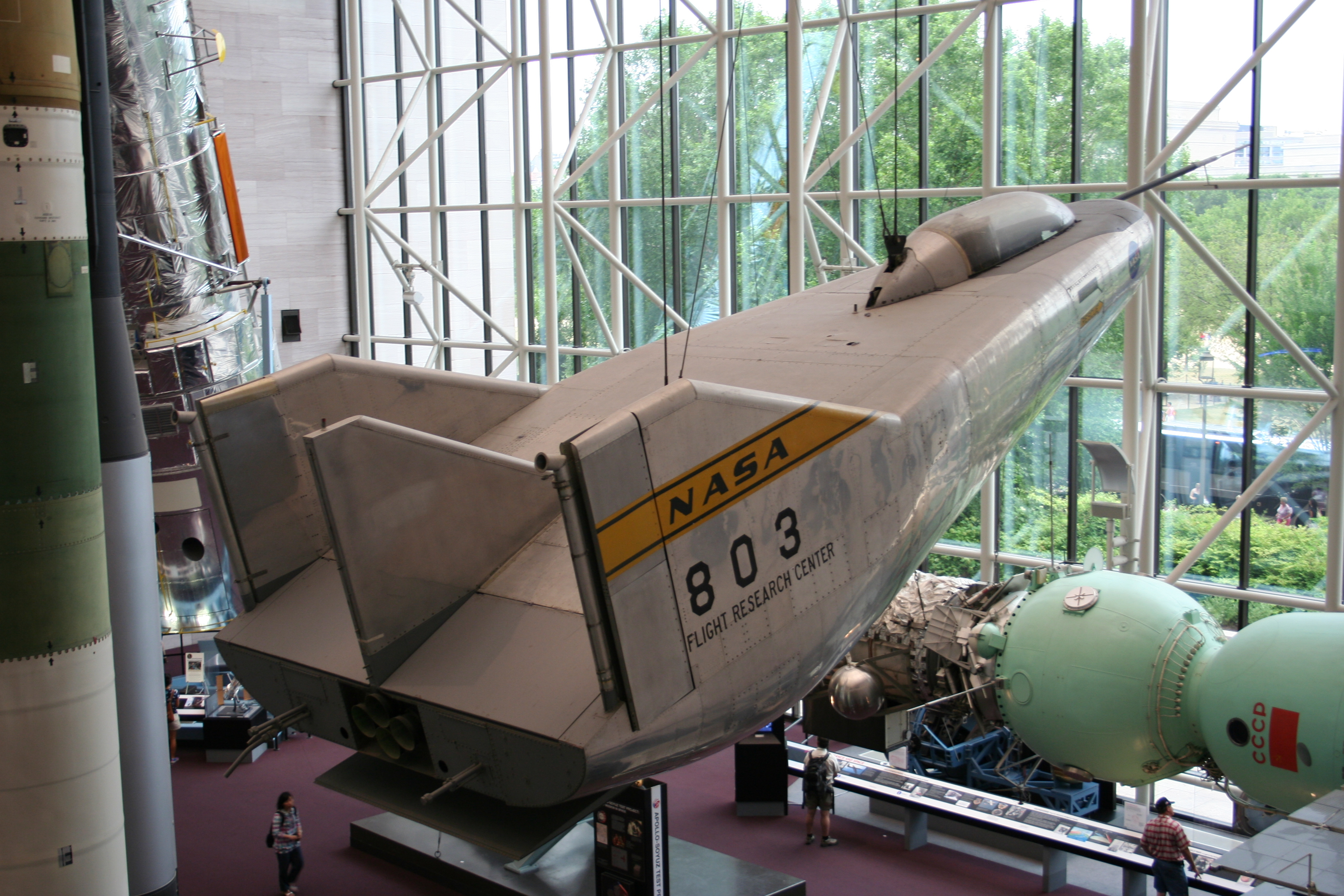
Le M2-F3, exposé au National Air and Space Museum, à Washington, aux États-Unis.

Le M2-F3 effectua son premier vol le 2 juin 1970, avec le pilote de la NASA William « Bill » Dana aux commandes. Le nouvel avion démontra une bien meilleure stabilité latérale et une meilleure réponse aux commandes que l'ancien modèle, et seulement trois vols planés furent nécessaires avant le premier vol propulsé, le 25 novembre 1970. Le 100e vol de l'ensemble des corps portants « lourds » du programme fut effectué le 5 octobre 1972, Bill Dana atteignant à cette occasion une altitude de 20 200 m et une vitesse de Mach 1,370. Au cours de ses 27 missions, le M2-F3 atteignit une vitesse maximale de Mach 1,6. L'altitude la plus élevée fut atteinte le 20 décembre 1972, jour de son dernier vol, avec une altitude de 20 790 m. Le pilote aux commandes était alors John Manke.
Le système de contrôle par réaction (en anglais : reaction control thruster, RCT), similaire à celui installé sur les véhicules placés en orbite, permit d'obtenir des données sur l'efficacité d'un tel système pour le contrôle de l'appareil. Vers la fin du programme, le M2-F3 fut également équipé du système de commandes augmentées et son mini-manche latéral. Ce système est désormais très employé dans les aéronefs modernes de tous types.
À la fin du programme, la NASA donna le prototype à la Smithsonian Institution en décembre 1973. Il est actuellement suspendu à l'intérieur du National Air and Space Museum, à côté du X-15 no 1, qui était jadis son partenaire de hangar à Dryden de 1965 à 1969.
Pilotes du M2-F3
- William H. Dana : 19 vols ;
- John A. Manke : 4 vols ;
- Cecil W. Powell : 3 vols ;
- Jerauld R. Gentry (en) : 1 vol.

Après son violent crash de mai 1967 à bord du M2-F2, Bruce Peterson ne retourna jamais aux commandes d'un prototype, et il ne pilota donc jamais le M2-F3. On ne le revit que quelques années plus tard à bord d'avions plus conventionnels, tels les F-8 Crusader et F-111 Aardvark.

## Les vols du M2-F3
Il n'y eut qu'un seul exemplaire du M2-F3, reconstruit à partir du M2-F2 et portant le même numéro de série « NASA 803 ». Il effectua 27 vols, dont trois en plané et les autres avec la propulsion activée.
| Numéro du vol | Date              | Pilote | Vitesse maximale | Nombre de Mach | Altitude | Durée du vol   | Commentaires                                                           |
| ------------- | ----------------- | ------ | ---------------- | -------------- | -------- | -------------- | ---------------------------------------------------------------------- |
| 01            | 2 juin 1970       | Dana   | 755 km/h         | Mach 0,688     | 13 716 m | 0 h 3 min 38 s | 1er vol Vol plané non propulsé                                         |
| 02            | 21 juillet 1970   | Dana   | 708 km/h         | Mach 0,660     | 13 716 m | 0 h 3 min 48 s | Vol plané non propulsé                                                 |
| 03            | 2 novembre 1970   | Dana   | 690 km/h         | Mach 0,630     | 13 716 m | 0 h 3 min 56 s | Vol plané non propulsé                                                 |
| 04            | 25 novembre 1970  | Dana   | 859 km/h         | Mach 0,809     | 15 819 m | 0 h 6 min 17 s | Premier vol propulsé                                                   |
| 05            | 9 février 1971    | Gentry | 755 km/h         | Mach 0,707     | 13 716 m | 0 h 4 min 1 s  | -                                                                      |
| 06            | 26 février 1971   | Dana   | 821 km/h         | Mach 0,773     | 13 716 m | 0 h 5 min 48 s | Seulement deux chambres allumées sur les quatre que comporte le moteur |
| 07            | 23 juillet 1971   | Dana   | 988 km/h         | Mach 0,930     | 18 440 m | 0 h 5 min 53 s | -                                                                      |
| 08            | 9 août 1971       | Dana   | 1 035 km/h       | Mach 0,974     | 18 897 m | 0 h 6 min 55 s | -                                                                      |
| 09            | 25 août 1971      | Dana   | 1 164 km/h       | Mach 1,095     | 20 513 m | 0 h 6 min 30 s | 1er vol supersonique                                                   |
| 10            | 24 septembre 1971 | Dana   | 772 km/h         | Mach 0,728     | 12 801 m | 0 h 3 min 30 s | Incendie moteur                                                        |
| 11            | 15 novembre 1971  | Dana   | 784 km/h         | Mach 0,739     | 13 716 m | 0 h 3 min 35 s | -                                                                      |
| 12            | 1er décembre 1971 | Dana   | 1 357 km/h       | Mach 1,274     | 21 579 m | 0 h 6 min 31 s | -                                                                      |
| 13            | 16 décembre 1971  | Dana   | 861 km/h         | Mach 0,811     | 14 264 m | 0 h 7 min 31 s | Seulement deux chambres allumées                                       |
| 14            | 25 juillet 1972   | Dana   | 1 049 km/h       | Mach 0,989     | 18 562 m | 0 h 7 min 0 s  | -                                                                      |
| 15            | 11 août 1972      | Gentry | 1 168 km/h       | Mach 1,101     | 20 482 m | 0 h 6 min 15 s | -                                                                      |
| 16            | 24 août 1972      | Dana   | 1 344 km/h       | Mach 1,266     | 20 330 m | 0 h 6 min 16 s | -                                                                      |
| 17            | 12 septembre 1972 | Dana   | 935 km/h         | Mach 0,880     | 14 020 m | 0 h 6 min 27 s | Léger incendie moteur                                                  |
| 18            | 27 septembre 1972 | Dana   | 1 424 km/h       | Mach 1,340     | 20 330 m | 0 h 6 min 7 s  | -                                                                      |
| 19            | 5 octobre 1972    | Dana   | 1 450 km/h       | Mach 1,370     | 20 208 m | 0 h 6 min 16 s | 100e vol du programme des corps portants de la NASA                    |
| 20            | 19 octobre 1972   | Manke  | 961 km/h         | Mach 0,905     | 14 536 m | 0 h 5 min 59 s | -                                                                      |
| 21            | 1er novembre 1972 | Manke  | 1 292 km/h       | Mach 1,213     | 21 732 m | 0 h 6 min 18 s | -                                                                      |
| 22            | 9 novembre 1972   | Powell | 961 km/h         | Mach 0,906     | 14 264 m | 0 h 6 min 4 s  | -                                                                      |
| 23            | 21 novembre 1972  | Manke  | 1 524 km/h       | Mach 1,435     | 20 330 m | 0 h 6 min 17 s | Atterrissage prévu sur le lit du lac asséché de Rosamond               |
| 24            | 29 novembre 1972  | Powell | 1 432 km/h       | Mach 1,348     | 20 269 m | 0 h 5 min 57 s | -                                                                      |
| 25            | 6 décembre 1972   | Powell | 1 265 km/h       | Mach 1,191     | 20 817 m | 0 h 5 min 32 s | Atterrissage prévu sur le lit du lac asséché de Rosamond               |
| 26            | 13 décembre 1972  | Dana   | 1 712 km/h       | Mach 1,613     | 20 330 m | 0 h 6 min 23 s | Vol le plus rapide                                                     |
| 27            | 20 décembre 1972  | Manke  | 1 378 km/h       | Mach 1,294     | 21 793 m | 0 h 6 min 30 s | Plus haute altitude atteinte Dernier vol du M2-F3                      |